# Loch Migdale
Loch Migdale ist ein Süßwassersee in Sutherland in Schottland. Es gibt viele Hinweise auf menschliche Aktivitäten aus der Bronzezeit in der Umgebung des Sees, so fand man Tumuli und kleine Henges in der Gegend. In dem See bestehen noch Reste eines Crannógs, der wahrscheinlich in der Eisenzeit erbaut wurde und noch um 1630 bewohnt gewesen sein soll.
In der Nähe von Bonar Bridge wurde 1900 bei Steinbrucharbeiten der Bronzehort von Migdale entdeckt.